# Liste der Bodendenkmäler in Oberscheinfeld
Auf dieser Seite sind die Bodendenkmäler in dem mittelfränkischen Markt Oberscheinfeld zusammengestellt. Diese Tabelle ist eine Teilliste der Liste der Bodendenkmäler in Bayern. Grundlage ist die Bayerische Denkmalliste, die auf Basis des Bayerischen Denkmalschutzgesetzes vom 1. Oktober 1973 erstmals erstellt wurde und seither durch das Bayerische Landesamt für Denkmalpflege geführt wird. Die folgenden Angaben ersetzen nicht die rechtsverbindliche Auskunft der Denkmalschutzbehörde.

## Bodendenkmäler in Oberscheinfeld

### Gemarkung Appenfelden
| Lage                   | Objekt | Akten-Nr.     | Bild |
| ---------------------- | --- | ------------- | ---- |
| Appenfelden (Standort) | Mittelalterliche und frühneuzeitliche Befunde im Bereich der Katholischen Kuratiekirche St. Michael in Appenfelden. Siehe auch: St. Michael (Appenfelden) | D-5-6228-0022 |      |

### Gemarkung Herpersdorf
| Lage                   | Objekt                                                       | Akten-Nr.     | Bild |
| ---------------------- | ------------------------------------------------------------ | ------------- | ---- |
| Herpersdorf (Standort) | Kreisgrabenanlage vor- und frühgeschichtlicher Zeitstellung. | D-5-6328-0040 |      |

### Gemarkung Oberscheinfeld
| Lage                      | Objekt | Akten-Nr.     | Bild |
| ------------------------- | --- | ------------- | ---- |
| Oberscheinfeld (Standort) | Mittelalterlicher Burgstall Scharfeneck. Siehe auch: Ruine Scharfeneck                                                                                      | D-5-6228-0004 |      |
| Oberscheinfeld (Standort) | Mittelalterliche und frühneuzeitliche Wüstung Uffertshausen mit spätmittelalterlichem Burgstall. Siehe auch: Burgstall Krettenbach                          | D-5-6228-0006 |      |
| Oberscheinfeld (Standort) | Mittelalterliche und frühneuzeitliche Befunde im Bereich der Katholischen Pfarrkirche St. Gallus in Oberscheinfeld. Siehe auch: St. Gallus (Oberscheinfeld) | D-5-6228-0017 |      |
| Oberscheinfeld (Standort) | Mittelalterliche und frühneuzeitliche Befunde im Bereich des ehemaligen Bamberger Amtshauses in Oberscheinfeld.                                             | D-5-6228-0018 |      |

### Gemarkung Prühl
| Lage             | Objekt | Akten-Nr.     | Bild |
| ---------------- | --- | ------------- | ---- |
| Prühl (Standort) | Mittelalterliche und frühneuzeitliche Befunde im Bereich der Evangelisch-Lutherischen Filialkirche in Prühl, ihrer Vorgängerbauten einschließlich umfriedetem Kirchhof mit Körpergräbern. | D-5-6228-0027 |      |

### Gemarkung Stierhöfstetten
| Lage                       | Objekt | Akten-Nr.     | Bild |
| -------------------------- | --- | ------------- | ---- |
| Stierhöfstetten (Standort) | Mittelalterliche und frühneuzeitliche Befunde im Bereich der Evangelisch-Lutherischen Pfarrkirche St. Sixtus in Stierhöfstetten. Siehe auch: St. Sixtus (Stierhöfstetten) | D-5-6228-0029 |      |